# Illuminata di Todi
Illuminata (... – Massa Martana, 29 novembre 303) fu una martire cristiana, vittima delle persecuzioni di Diocleziano, venerata come santa.

## Agiografia
Secondo una leggendaria biografia della santa, Illuminata sarebbe nata a Palazzolo, presso Ravenna, da genitori pagani o ariani e si chiamava Cesarea; si convertì al Cristianesimo e prese il nome di Illuminata. Il padre la denunciò al prefetto di Ravenna, Sebastiano, che voleva sposarla; fu messa in carcere, ma un angelo la liberò e la condusse sulla via Salaria; di là si diresse verso l'Umbria, dove operò molti miracoli e fu raggiunta dai genitori che nel frattempo si erano anch'essi convertiti. 
In quei luoghi vicino a Todi la giovane visse un'esperienza di eremitaggio. Il prefetto di Massa Martana la fece arrestare ancora una volta e morì in carcere insieme con i genitori il 29 novembre 303.
I loro corpi furono sepolti in un luogo detto Papiniano o Bagno di Papinio, a due miglia dalla città, mentre la reliquia di un braccio di Illuminata giunse a Todi e conservato nel monastero delle Milizie.
Di questa biografia esistono diverse redazioni più o meno uguali e leggendarie che riguardano altre sante: la greca Fotina (in lat. illuminata), Firmina di Amelia e Felicissima venerata a Todi e a Perugia: si tratterebbe della stessa persona venerata con tre nomi diversi oppure di plagi occorsi tra gli agiografi: del resto la diversità del luogo e del dies natalis delle tre sante è un buon argomento per concludere per la diversità delle persone.

## Culto
Illuminata figura nel Martirologio Romano il giorno 29 novembre. 
Ad Illuminata sono state dedicate una chiesa a Todi, un monastero camaldolese presso Todi (dal 1037 dipendente da Sant'Apollinare in Classe) e poi a Montefalco, a Monteleto di Gubbio, ad Alviano e nell'Abruzzo, quest'ultima donata al monastero di Montecassino nel 1109.